# Bad Boy (Ringo-Starr-Album)
 Bad Boy ist das achte Album, beziehungsweise das siebte Studioalbum von Ringo Starr nach der Trennung der Beatles. Es wurde am 16. Juni 1978 in Großbritannien (USA: 17. April 1978) veröffentlicht.

## Entstehungsgeschichte

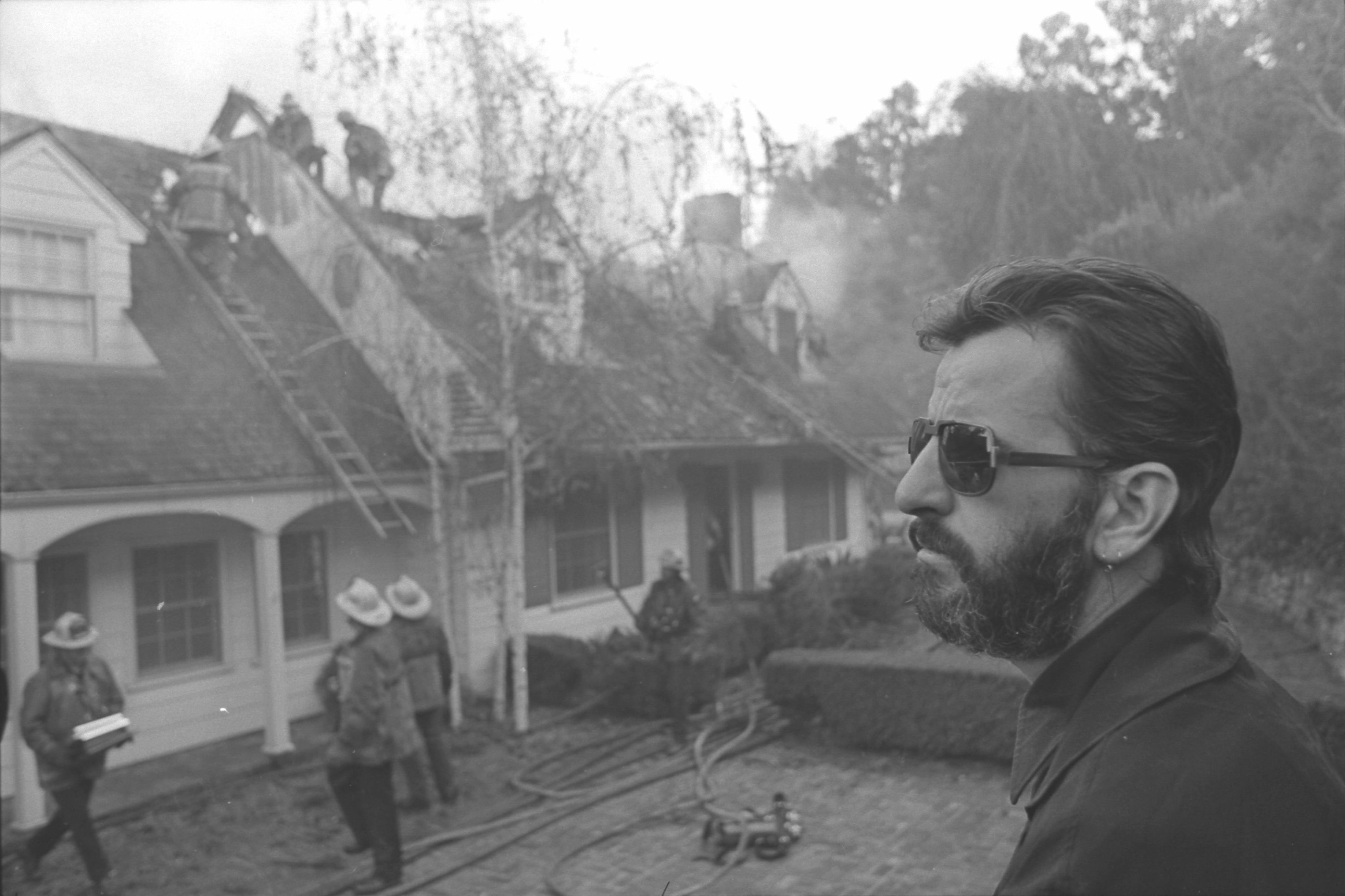
Ringo Starr, 1979

Trotz des kommerziellen Misserfolgs des Albums Ringo the 4th entschied sich Ringo Starr dafür, das Konzept beizubehalten und verzichtete erneut auf die Unterstützung von prominenten Freunden; es steuerten lediglich Studiomusiker die musikalische Begleitung bei, diese werden lediglich unter Pseudonymen genannt.
Atlantic Records in den USA entschied sich nach dem Misserfolg des Albums Ringo the 4th den Plattenvertrag in den USA mit Ringo Starr zu beenden; Polydor folgte mit der Beendigung des Plattenvertrages in Großbritannien nach der Veröffentlichung des Albums Scouse the Mouse, so dass Ringo Starr für dieses Album einen neuen Vertrag mit „Portrait Records“ abschloss. In den Ländern außerhalb Großbritanniens, wo das Album Scouse the Mouse nicht erschien, wurde das Album Bad Boy noch von Polydor veröffentlicht.
Im Vorwege des Albums nahm Ringo Starr die Lieder Simple Life und I Love My Suit auf, die für Werbezwecke in Japan verwendet worden sind und auf Bootlegs veröffentlicht wurden.
Die Aufnahmen für Bad Boy erstreckten sich von November 1977 bis März 1978, wobei der Hauptteil der Aufnahmen im November 1977 innerhalb von zehn Tagen in Kanada und auf den Bahamas abgeschlossen war. Spätere Orchester-Overdubs fanden am 8. März 1978 statt. Ringo Starr fügte mit Vini Poncia nur zwei der zehn Kompositionen bei, eine der acht Fremdkompositionen, Where Did Our Love Go, war 1964 ein Hit für die Supremes. Das Lied A Man Like Me ist eine Neuaufnahme von A Mouse Like Me, das auf dem Album Scouse the Mouse veröffentlicht worden war. Nach der Veröffentlichung des Albums wurde der Plattenvertrag mit Polydor nicht verlängert.

## Covergestaltung
Das Cover entwarf John Kosh. Das vordere Coverfoto und die Innenhüllenbilder wurden von Starrs damaliger Freundin Nancy Lee Andrews fotografiert, Ringo Starr nahm das hintere Coverbild auf.

## Titelliste
Seite 1:
1. Who Needs a Heart (Vini Poncia/Richard Starkey a) – 3:48
2. Bad Boy (Lil Armstrong/Avon Long) – 3:14
3. Lipstick Traces (on a Cigarette) (Naomi Neville) – 3:01
4. Heart on My Sleeve (Gallagher/Lyle) – 3:20
5. Where Did Our Love Go (Holland/Dozier/Holland) – 3:15

Seite 2:
1. Hard Times (Peter Skellern) – 3:31
2. Tonight (Ian McLagan/John Pidgeon) – 2:56
3. Monkey See—Monkey Do (Michael Franks) – 3:36
4. Old Time Relovin’ (Vini Poncia/Richard Starkey) – 4:16
5. A Man Like Me (Ruan O’Lochlainn) – 3:08

## Wiederveröffentlichungen
- Die Erstveröffentlichung im CD-Format erfolgte in den USA von Epic Records am 26. März 1991 ohne Bonustitel. Der CD liegt ein achtseitiges Begleitheft bei, das Informationen zu den Liedern und dem Album und die Liedtexte enthält. Die CD-Veröffentlichung aus dem Jahr 1991 wurde bisher nicht neu remastert.[2]
- Im August 2007 wurde das Album im Download-Format veröffentlicht.
- Im September 2017 wurde das Album in den USA auf 180 Gramm transparentem gelben[3] und blauen[4] Vinyl wiederveröffentlicht.

## Single-Auskopplungen

### Lipstick Traces (On a Cigarette)
Die erste Single Lipstick Traces (On a Cigarette) / Old Time Relovin’ erschien am 17. April 1978 in den USA. Die Singleversion von Old Time Relovin’ wurde gekürzt.
Die Promotionsingle wurde in den USA wie folgt veröffentlicht: auf der A-Seite befindet sich die Monoversion und auf der B-Seite die Stereoversion der A-Seite der Kaufsingle.

### Heart on My Sleeve.
Als zweite Single erschien Heart on My Sleeve / Who Needs a Heart am 3. Juli 1978 in den USA. Die Singleversion von Heart on My Sleeve wurde gekürzt.
Die Promotionsingle wurde in den USA wie folgt veröffentlicht: auf der A-Seite befindet sich die Monoversion und auf der B-Seite die Stereoversion der A-Seite der Kaufsingle.

### Tonight
Als erste Single in Großbritannien wurde am 21. Juli 1978 Tonight / Heart on My Sleeve veröffentlicht.

### Bad Boy(EP)
In Deutschland wurde keine Single veröffentlicht, aber eine EP mit den Liedern Lipstick Traces (On a Cigarette) / Bad Boy / Tonight / Who Needs a Heart / Old Time Relovin’ vertrieben; da auf dem Cover aber der Zusatz „Club-Selektion“ erwähnt wird, ist es nicht unwahrscheinlich, dass die EP nur über einen Buchclub erhältlich war.

## Chartplatzierungen
| ChartsChartplatzierungen       | Höchstplatzierung | Wochen |
| ------------------------------ | ----------------- | ------ |
| Vereinigte Staaten (Billboard) | 129 (6 Wo.)       | 6      |

## Sonstiges
- Für das Lied Tonight wurde ein Musikvideo für Werbezwecke aufgezeichnet.
- Zwischen Februar und März 1978 nahm Ringo Starr einen einstündigen Fernsehfilm unter dem Titel Ringo auf. Der Film war von Mark Twains Der Prinz und der Bettelknabe inspiriert und erzählte die Geschichte eines reichen Pop-Stars (Ringo Starr), der den Erfolgsdruck nicht mehr aushält und den Platz mit einem armen Mann, namens „Ognir Rrats“, tauscht. Ringo Starr spielte eine Doppelrolle: sich selbst und „Ognir Rrats“. Trotz bekannter Schauspieler, wie Carrie Fisher, Vincent Price und John Ritter sowie der Mitwirkung George Harrisons in der Funktion des Erzählers war die Sendung kein Erfolg und eine positive Werbewirkung für das Album blieb aus. Der im April 1978 in den USA auf NBC ausgestrahlte Film enthielt neben Liedern von älteren Solo- und Beatles-Alben auch drei Titel seiner aktuellen Langspielplatte Bad Boy (Heart on My Sleeve, Hard Times und A Man Like Me).